# اودای، میه
اودای، میه (به لاتین: Ōdai, Mie) یک منطقهٔ مسکونی در ژاپن است که در Taki District واقع شده‌است. اودای ۳۶۲٫۹۴ کیلومترمربع مساحت و ۱۰٬۱۳۲ نفر جمعیت دارد.